# Kaloula latidisca
Kaloula latidisca é uma espécie de anfíbio anuros da família Microhylidae. Está presente em Malásia. A UICN classificou-a como quase ameaçada.